# 朝倉文夫

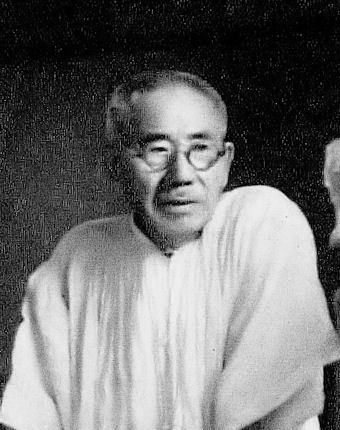
朝倉文夫

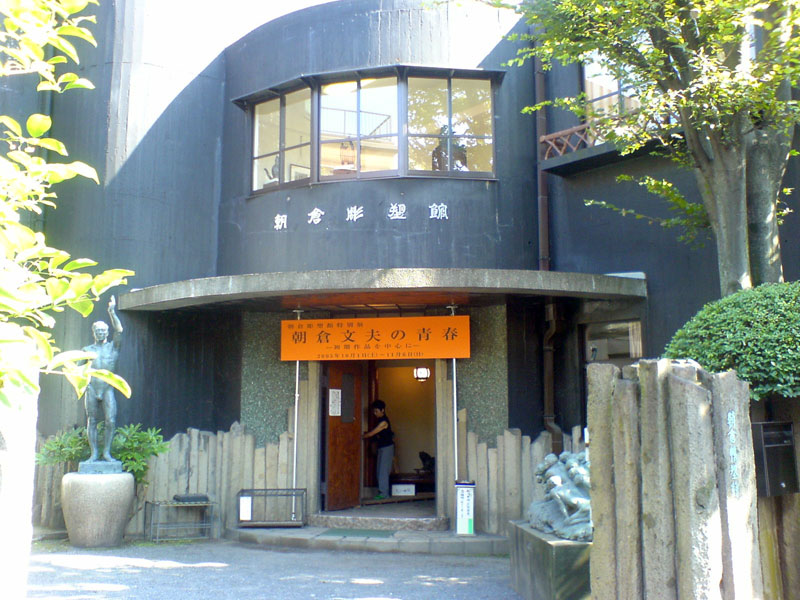
台東区立朝倉彫塑館

朝倉 文夫（あさくら ふみお、1883年〈明治16年〉3月1日 - 1964年〈昭和39年〉4月18日）は、明治から昭和の彫刻家（彫塑家）である。号は紅塐（こうそ）。「東洋のロダン」と呼ばれた。位階は正三位。舞台美術家・画家の朝倉摂（摂子）は長女、彫刻家の朝倉響子は次女。

## 略歴
1883年（明治16年）、大分県大野郡上井田村（現豊後大野市朝地町）村長であった渡辺要蔵の三男として生まれる。11人兄弟の5番目の子であった文夫は1893年（明治26年）の10歳の時に朝倉種彦（衆議院議員・朝倉親為の弟にあたる）の養子となるが、入学した大分尋常中学校竹田分校（在学中に「竹田中学校」に独立。現大分県立竹田高等学校）を3度も落第し、いたたまれなくなった母・キミにより1902年（明治35年）、当時既に東京で新進気鋭の彫刻家として既に活躍していた9歳年上の兄・渡辺長男を頼って上京することになる。初め俳句を志しており正岡子規に師事しようと願っていたが、奇しくも上京した当日の9月20日がまさに子規の通夜であった。
結果的に兄のもとで彫塑に魅せられた朝倉は必死の受験勉強の末、翌年東京美術学校（現・東京芸術大学）彫刻選科に入学、寸暇を惜しんで彫塑制作に没頭した。モデルを雇う金がないために上野動物園へ通って動物のスケッチをするうち、たまたま教授からの紹介を受けた貿易商の注文で動物の像の制作を始めほぼ一日に一体のペースで卒業までに1200体以上に及んだ。このころ、当時の海軍省が募集していた三海将の銅像に「仁礼景範中将像」で応募し1等を射止め注目されることとなる。
1907年（明治40年）、卒業制作として「進化」を発表し研究科へと進み谷中天王寺町にアトリエ、朝倉塾を作り子弟の養成にあたった。また文部省が美術奨励のために開いていた第2回文展に『闇』を出展し、最高賞である2等となり翌年も「山から来た男」で3等を得るが、欧州留学の夢は破れてしまう（当時、連続で2等を得ると公費による欧州留学の権利を得ることができた）。
1910年（明治43年）、最高傑作ともいわれる「墓守」発表後、友人の荻原碌山の死や病にふせった弟の看病などに携わるうち突如南洋のシンガポール、ボルネオの視察へと旅立つ。後に朝倉が著書『航南瑣話』（東和出版社、1943年（昭和18年）で語ったところによれば、この旅行は井上馨（当時朝倉は井上の肖像を制作していた）の密偵的なものであったという。マレーには「同種の倭人がやってきて白人を追い払ってくれる」という予言があり、それは日露戦争で白人に勝った日本人ではないかと王族も信じている、という話を船員から聞いたと朝倉が井上に話し、それに関する資料等を渡したところ、実情を知るために視察を依頼されたと述べている。朝倉はマレー、シンガポール、ボルネオ、ブルネイなどに8か月ほど滞在し、帰国後報告書を提出した。この際の経験は、後の朝倉に大きな影響を与えたといわれている。帰国後も第8回文展まで連続上位入賞を果たし、第10回文展においては34歳の若さで最年少審査員に抜擢されるほどであった。
1921年（大正10年）に東京美術学校の教授に就任、ライバルと称された高村光太郎と並んで日本美術界の重鎮であった。
1924年（大正13年）に帝国美術院会員となるが、1928年（昭和3年）、帝展制度改革を建議した後に辞任。同年の帝展は、朝倉門下の作家が不出品を申し合わせたため、前年までの裸体像の林立は無くなった。
一方、朝倉が開いていた朝倉塾では、塾生らが朝倉の帝展に対する行動を「非芸術家的である」として問題視。同年10月18日、安藤照、大国貞蔵、堀江尚志、小室達、松田尚之、赤堀新平、中川清らが声明書を提出して脱退した。
1934年（昭和9年）にアトリエを改築し「朝倉彫塑塾」を作る（後の朝倉彫塑館）。1932年（昭和7年）早稲田大学校賓となり大隈重信10回忌を記念して大隈重信像を作る。
1935年（昭和10年）、帝国美術院の改革に伴い再度会員に選出、1937年（昭和12年）には後継の帝国芸術院会員となった。1944年（昭和19年）東京美術学校教授を辞し帝室技芸員（7月1日）、従三位、勲四等瑞宝章受章。アトリエは戦災をくぐり抜けるが、戦時中の金属供出のために400点余の朝倉の作品はほとんど消滅してしまう（原型は300点余が残された）。
戦後も精力的に自然主義的写実描写に徹した精緻な表現姿勢を一貫して保ち続け、1948年（昭和23年）には第6回文化勲章を受章。1949年（昭和24年）、日展運営会（現社団法人日展）常務理事。1952年（昭和27年）に文化功労者に、1954年（昭和29年）、日展理事、1956年（昭和31年）から1959年（昭和34年）まで日本芸術院第一部長。1958年（昭和33年）には日展の顧問に就任した。非常に多作であり、全国各地に数多くの像を残した。
1964年（昭和39年）4月18日、急性骨髄性白血病にて死去。81歳没。正三位を追贈される。墓所は谷中霊園にある天王寺の飛地にある。

## 人物

### 猫
- 朝倉は動物、中でも身近に多くいた猫をこよなく愛した。多いときには自宅に15～6匹の猫を飼っていた。身のこなしや飼われながらも野性味を失わない神秘性などに魅力を感じ「吊るされた猫」（1909年（明治42年））、「よく獲たり」（1946年（昭和21年））など自らの作品にも幾度も取り上げた。
- 1964年東京オリンピックの開催にあわせて猫に関する作品を100種仕上げて「猫百態展」を開催したいと考えていたが、自身の死によってこの願いは叶わなかった。
- 「朝倉文夫読本」たる『猫と巡る140年、そして現在』（大分県立美術館編、平凡社、2023年）でも紹介されている。

### 園芸
- 朝倉は東洋ランの栽培や活け花、盆栽などに造詣が深く『東洋蘭の作り方』（三省堂書店 1940年（昭和15年））という著書を残している他、盆栽家・小林憲雄と共に当時趣味の世界でしかなかった盆栽の芸術的価値を見出し現在も開催されている「国風盆栽展」の開催に尽力した。
- また自身の彫塑塾においても「園芸」が必修科目とされ、今も残る朝倉彫塑館の屋上菜園ではトマトや大根を育てるなど自然との触れ合いを芸術の基本概念と考えており、彫塑作品の野外展示も積極的に行った。

### 日本画観
- 1936年（昭和11年）、新文展の招待展会場にて日本画の感想を問われた際には、「屏風はぼろ隠しに使うもので、床の間こそ日本画の最適な鑑賞場所。日本画は屏風から軸に戻るべき。」と語っている[10]。

## 主な作品
- 墓守（1910年（明治43年）） - 1910年の第４回文展に出品し、2等賞を受賞[11]。朝倉彫塑館所蔵の石膏原型は重要文化財に指定されている[12]。朝倉文夫記念館、朝倉彫塑館、東京国立近代美術館等。
- 加藤弘之像（1915年（大正4年）） - 1916年の第10回文部省美術展覧会に出品、東京大学総合図書館蔵[13]。
- オスカル・ケルネル像（1915年） - 東京大学農業部蔵[14]。
- 時の流れ（1917年（大正6年）） - 朝倉文夫記念館、朝倉彫塑館
- 大隈重信像（1932年（昭和7年）） - 早稲田大学、朝倉彫塑館。新宿区指定有形文化財[15]
- 小村寿太郎像（1936年（昭和11年）） - 朝倉彫塑館（FRPによるレプリカ）[9]
- 大隈重信像（1938年（昭和13年）） - 国会議事堂、1階中央広間[16]
- 有坂鉊蔵像（1940年） - 東京大学工学部精密機械工学科蔵[17]。
- 早川徳次像（1940年） - 日比谷線銀座駅の中二階メトロプロムナードに設置。地下鉄事業の実現を目指した早川の、紫綬褒章受章を記念して建立[18]。
- 三相（1950年（昭和25年）） - 朝倉文夫記念館、朝倉彫塑館、上野駅中央改札口前
- 太田道灌像（1952年（昭和27年）） - 東京国際フォーラム内に設置。建立された1956年には当時丸の内にあった東京都庁第一庁舎正面に設置されていたが、のちに都庁が移転し、その跡地に建設された東京国際フォーラムに設置された[19]。
- 翼の像（1953年（昭和28年）） - 上野駅グランドコンコース内。上野駅開設70周年、特急はつかり運転開始記念として作られた。
- 尾崎行雄像（1958年（昭和34年）） - 憲政記念館東京都千代田区永田町１丁目１番地１号。
- 五代目尾上菊五郎胸像、九代目市川團十郎胸像 - 東京歌舞伎座内
- 生誕（1964年（昭和39年）） - 下町風俗資料館（東京都台東区上野公園）[20]
- 慈雲の泉・雲（1974年（昭和49年）） - 浅草寺（東京都台東区）
- 鳩ポッポの歌碑（1962年（昭和37年）） - 浅草寺（東京都台東区）
- 大谷米次郎夫妻像（1962年（昭和37年）） - 金龍山浅草寺（東京都台東区）
- 渋沢栄一像（1955年） - 常盤橋公園（東京都千代田区）に設置。1933年の渋沢の命日である11月11日に朝倉の制作した像が建立されたものの戦時中に金属供出により撤去。現在設置されているのは朝倉が再制作した２代目の像で、1955年建立[21]。
- 嘉納治五郎像（1936年原型、1958年再建） - 東京都文京区占春園
- 井上勝像（1959年（昭和34年）） - 東京駅丸の内口
- 小栗上野介忠順像（1985年（昭和60年）） - 神奈川県横須賀市自然人文博物館前庭
- 隈川宗雄像（制作年不詳） - 東京大学医学部２号館東側（東京大学医学部生化学教室蔵）[22]
- 山内鎮一像（制作年不詳） - 東京大学工学部精密機械工学科蔵[23]
- 青木保像（制作年不詳） - 東京大学工学部精密機械工学科蔵[24]

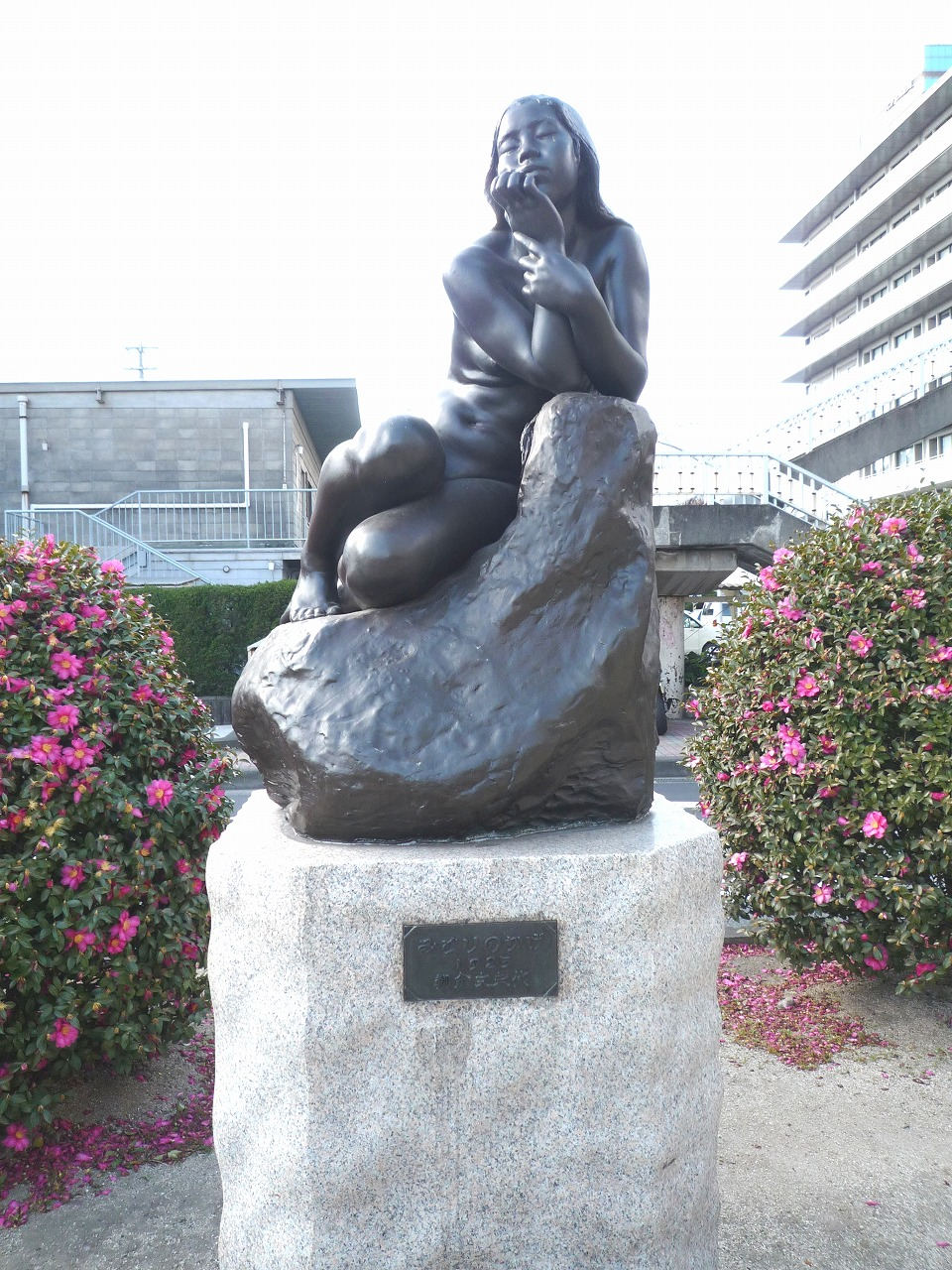
みどりのかげ（1925年）遊歩公園（大分県大分市）
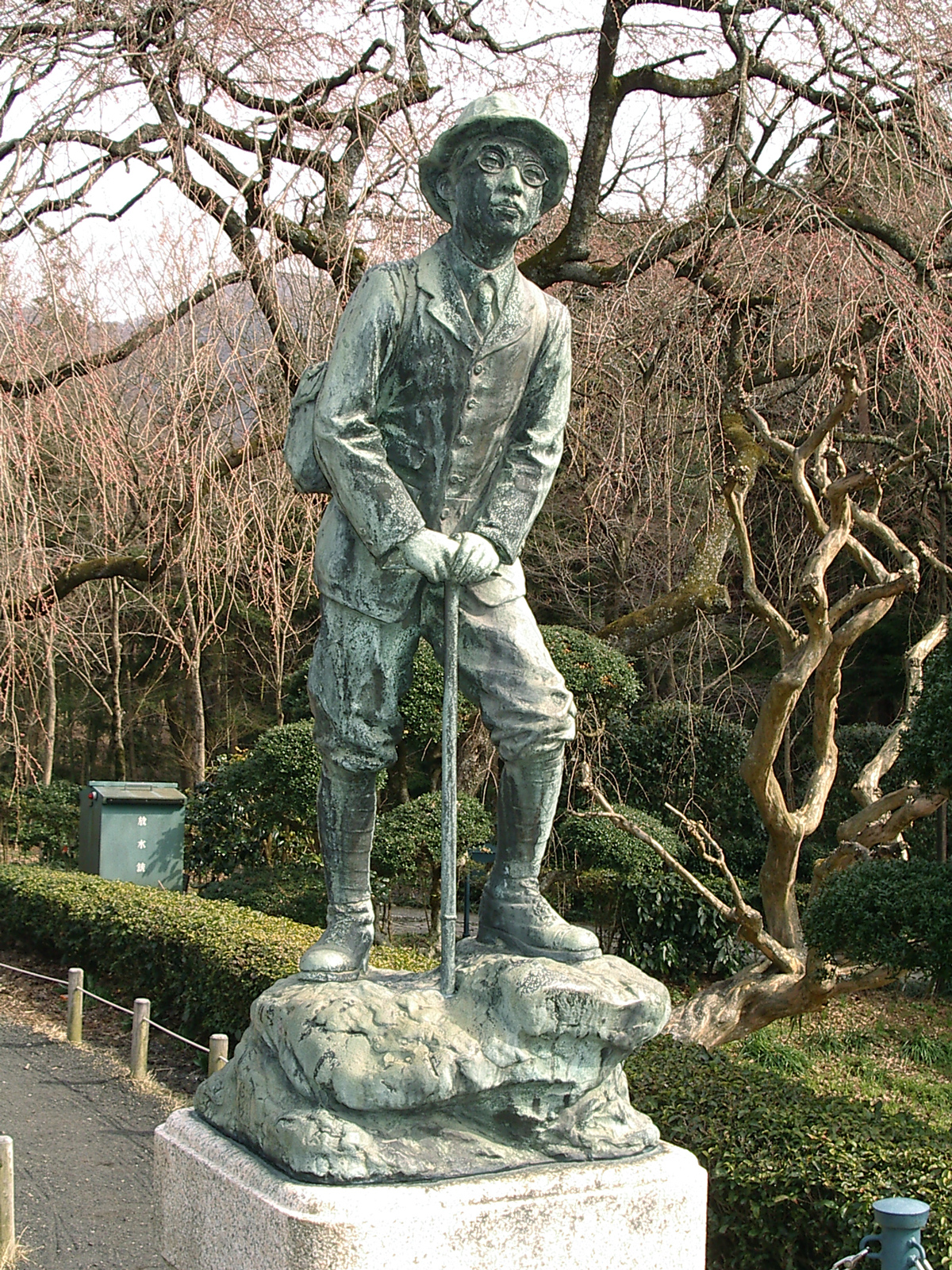
秩父宮殿下登山像（1928年）秩父宮記念公園（静岡県御殿場市）
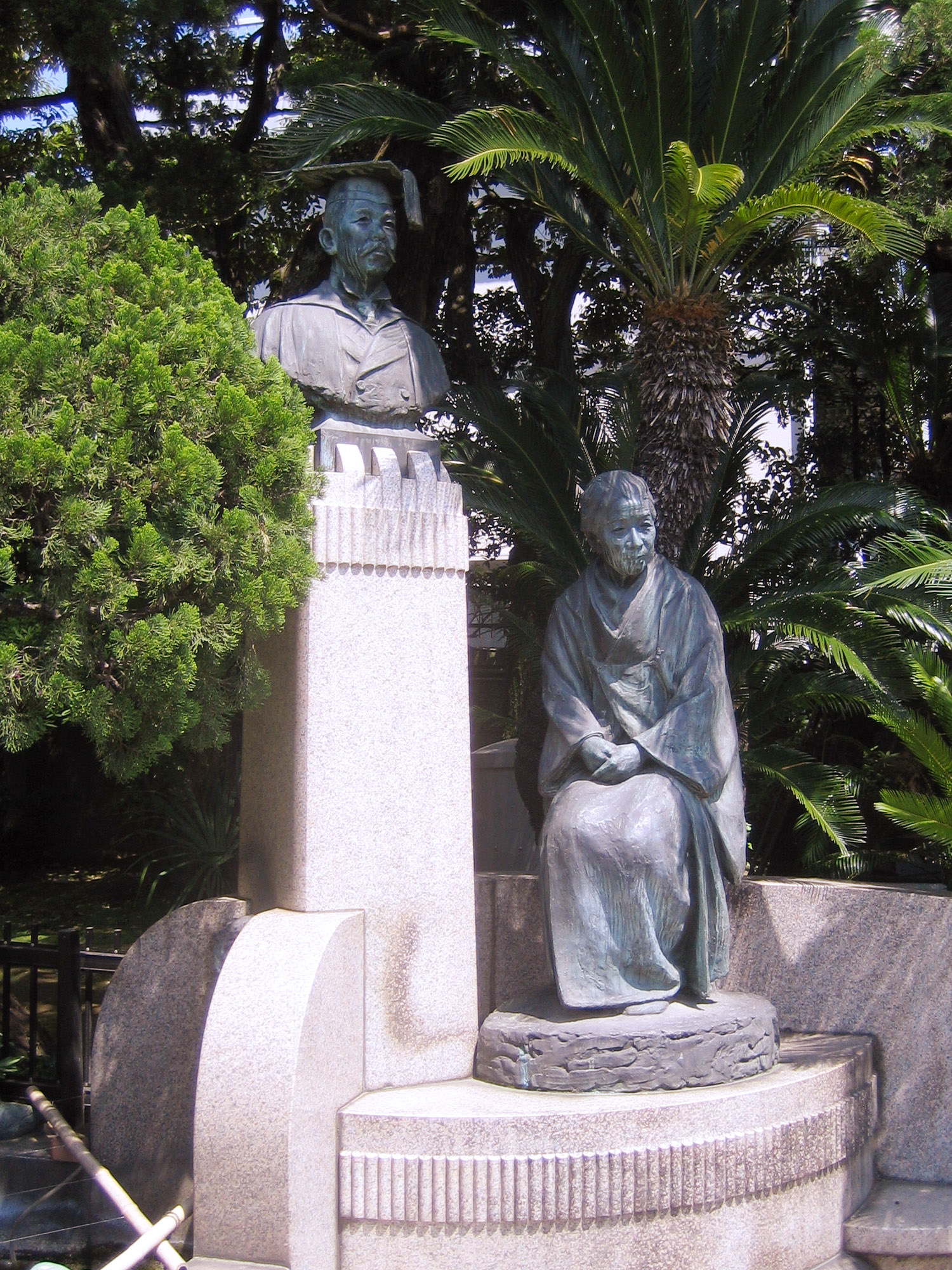
鳩山和夫・春子像（1930年） 鳩山会館（東京都文京区）
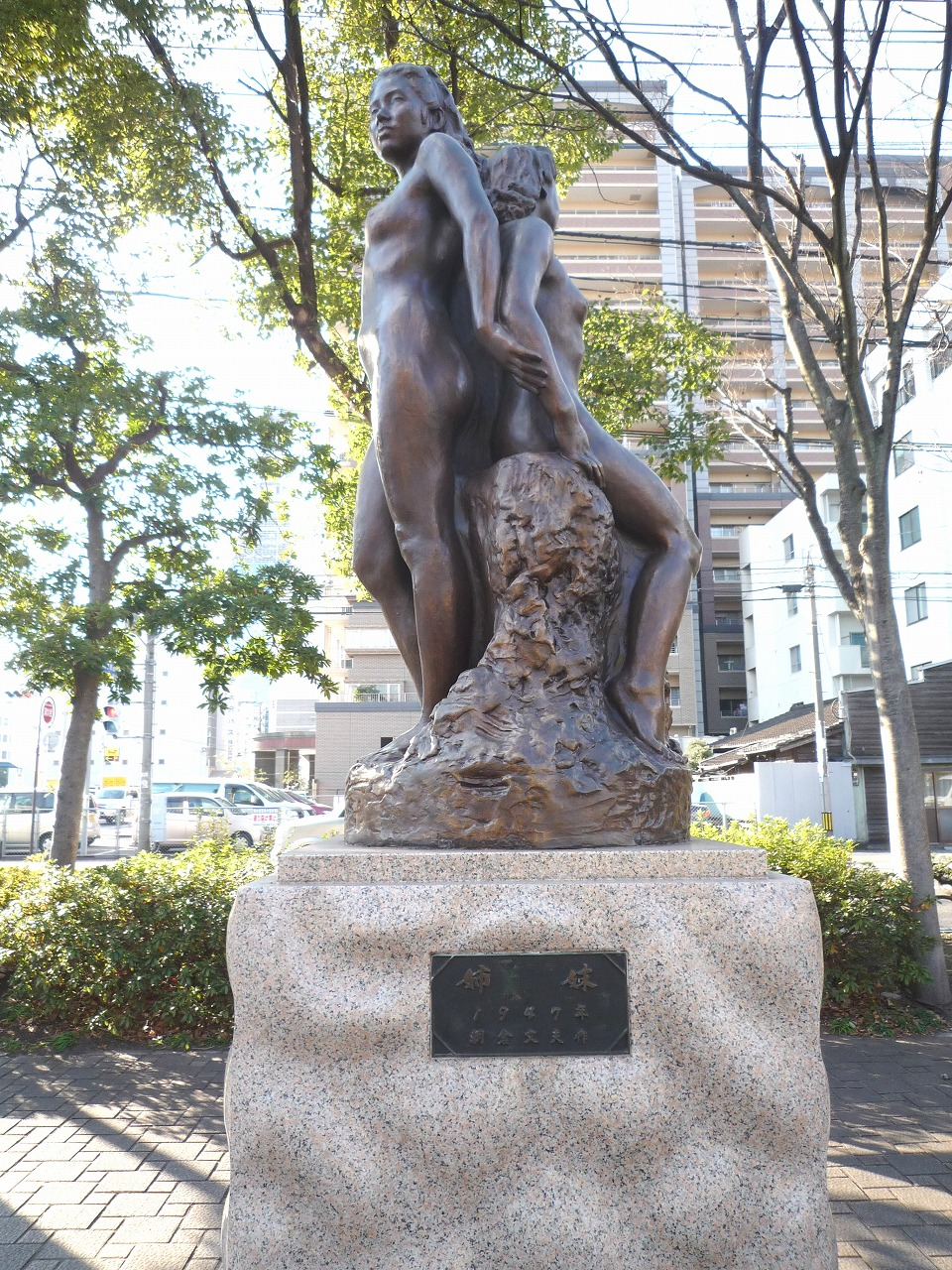
姉妹（1947年）遊歩公園（大分県大分市）
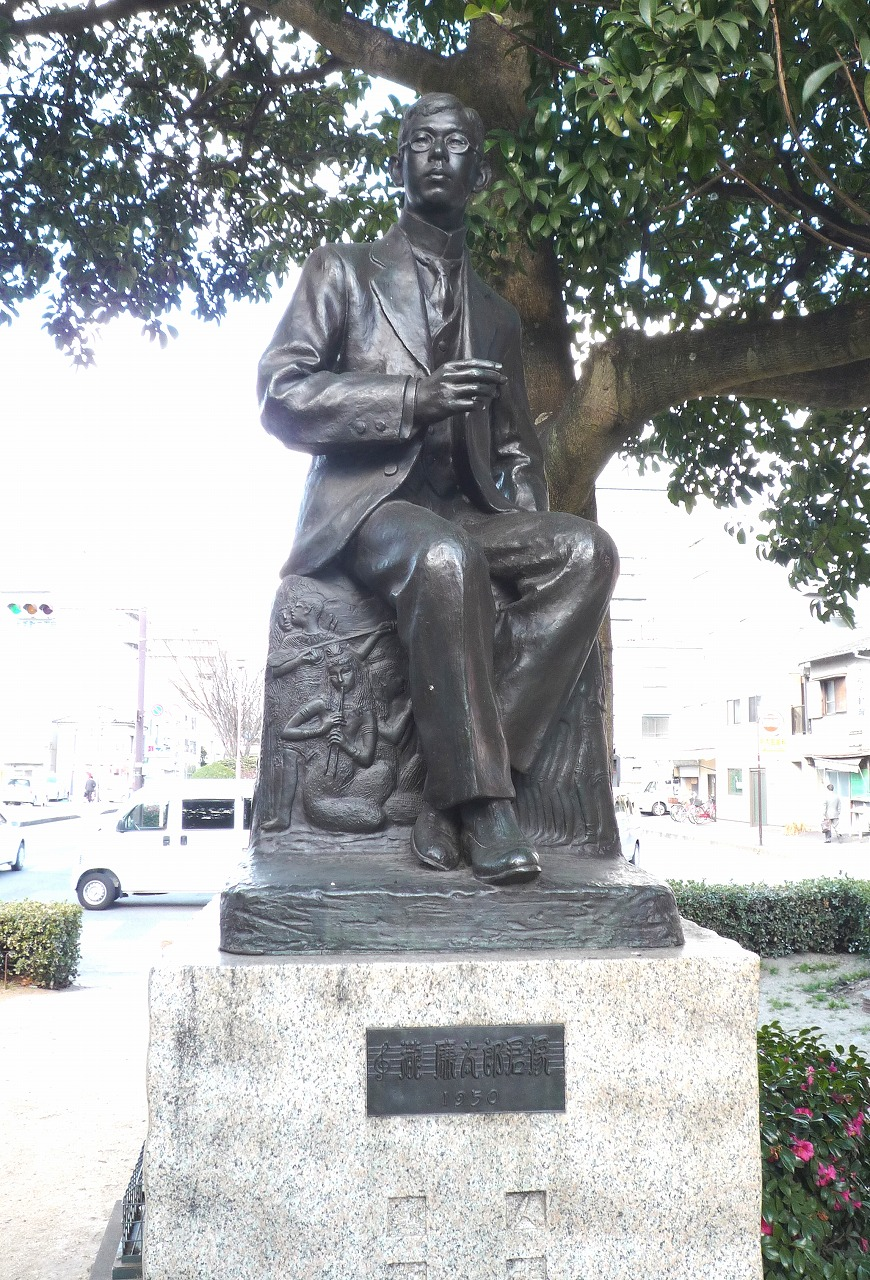
瀧廉太郎君像（1950年）遊歩公園（大分県大分市）
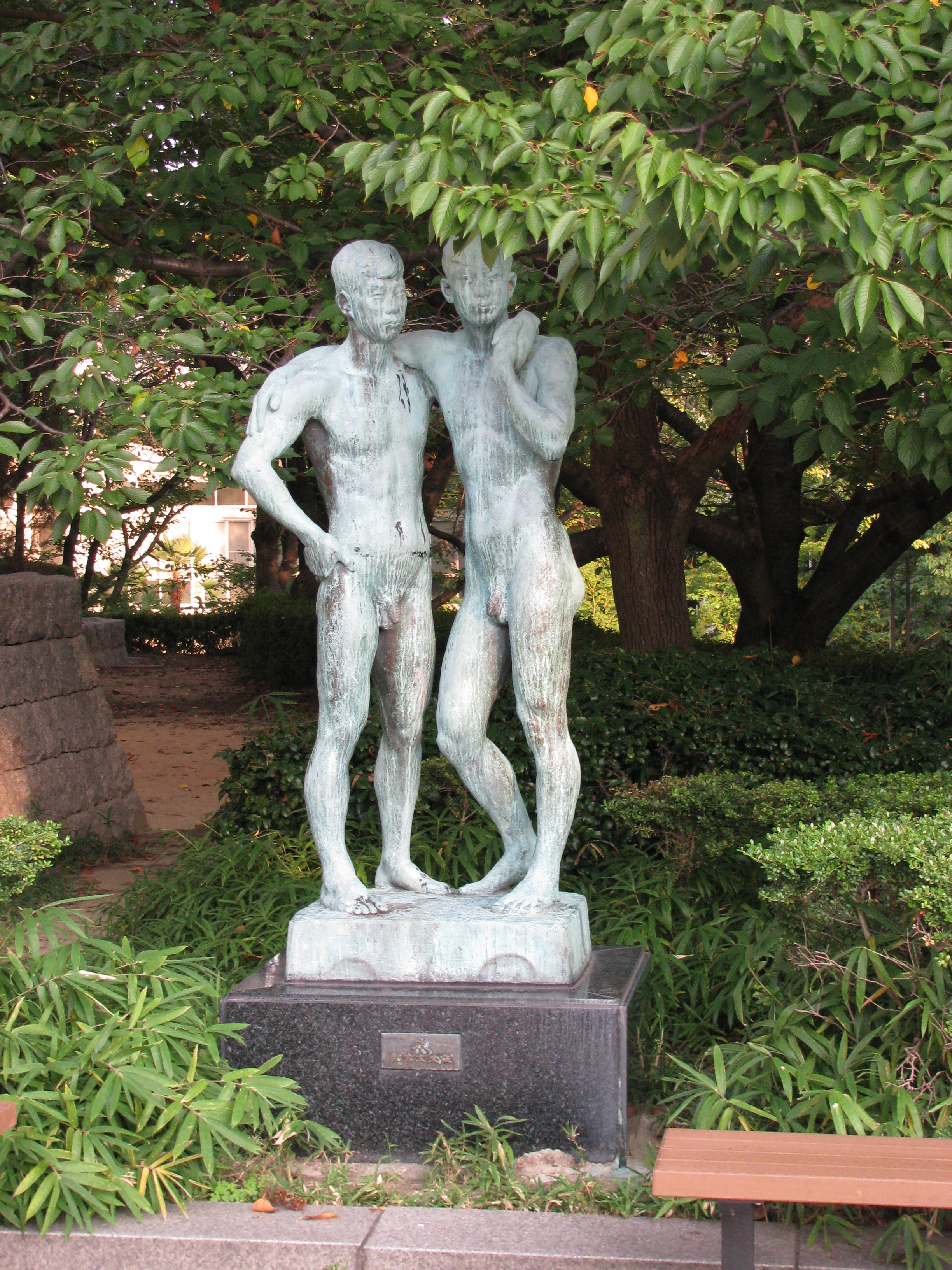
友の像（1956年）関西大学千里山キャンパス（大阪府吹田市）
太田道灌像（1956年）東京国際フォーラム（東京都千代田区）
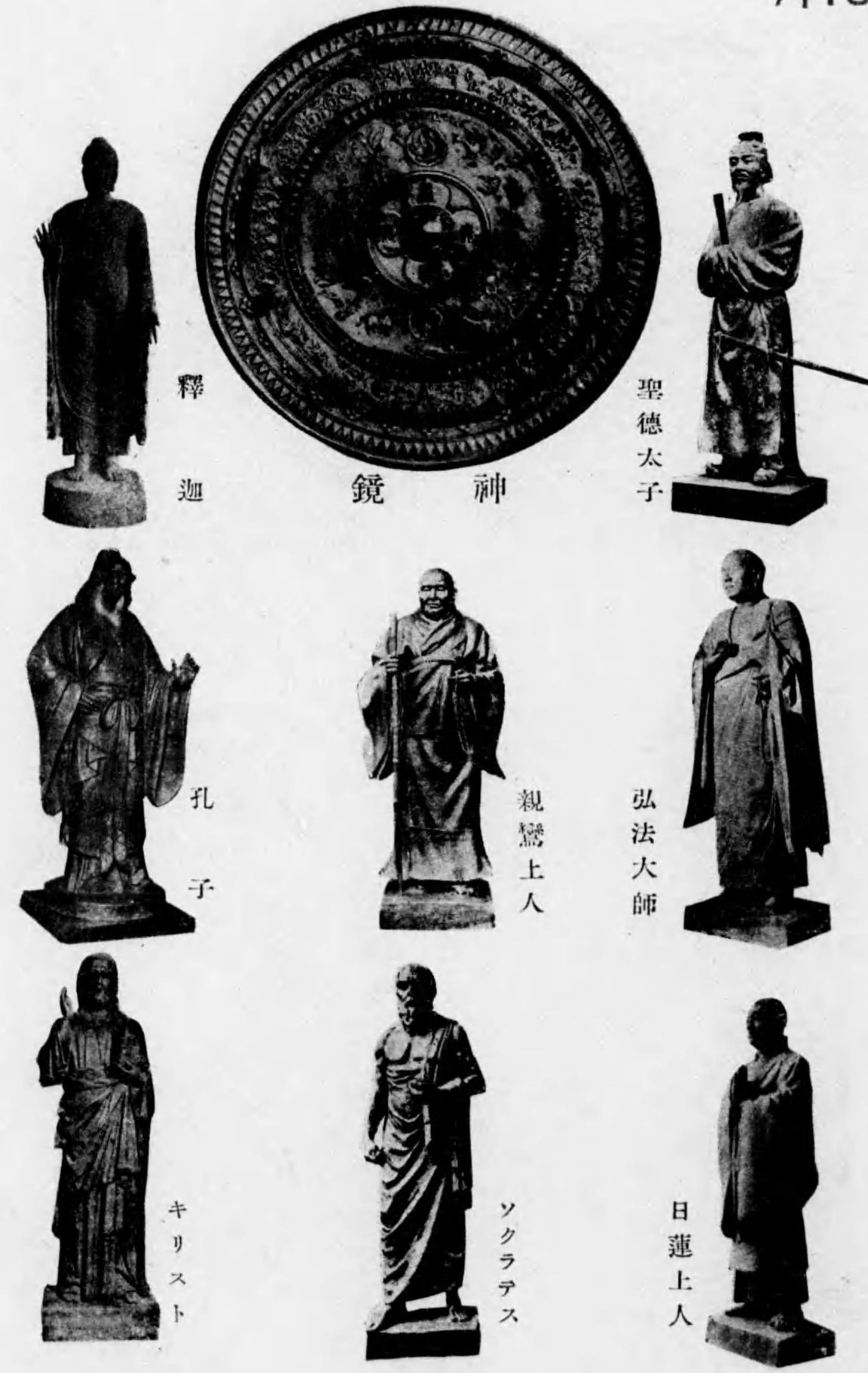
神奈川県横浜市・八聖殿（現・横浜市八聖殿郷土資料館）に安置される8体の像と神鏡のうちの聖徳太子白銅像。

## 親族
- 父：渡辺要蔵（上井田村長）
- 兄：渡辺長男（彫刻家）
  - 長男の妻は岡崎雪聲の娘
- 弟：大塚辰夫（彫刻家）
  - 辰夫の息子：大塚周夫（声優） - 「周夫」という名前は朝倉が命名した。
    - 周夫の息子：大塚明夫（声優）
- 長女：朝倉摂（舞台美術家・画家）
  - 摂の娘：富沢亜古（女優）
- 次女：朝倉響子（彫刻家）

## その他
出身地の大分県の県庁所在地大分市には朝倉にちなんだ「朝倉文夫賞彫塑展（通称「朝倉賞」「朝倉展」）」という名称の賞がある。同様のものとして「福田平八郎賞図画展」「高山辰雄賞ジュニア美術展」という賞も存在する。